# Riera de Sant Jeroni
La Riera de Sant Jeroni és una de les principals rieres de Badalona. Neix a la Vall de Poià, al peu de Monestir de Sant Jeroni de la Murtra, per la confluència de diversos torrents de la part alta de la vall, principalment el de la Font Santa. Passada l'autopista B-20 el torrent està soterrat i canalitzat; discorre per sota del Parc de Montigalà i de la Rambla de Sant Joan, i arriba a la mar per l'avinguda de Sant Ignasi de Loiola, a la Platja del Pont del Petroli, tot i que actualment l'aigua no desemboca a la mar sinó que és reconduïda per un col·lector interceptor que la porta a la depuradora del Besòs. El seu recorregut és de gairebé quatre quilòmetres, un dels més llargs de la ciutat.
En funció del segment de la riera i del moment històric ha rebut diversos noms. Mentre que al seu pas per la Vall de Poià és conegut amb el nom de Riera de Sant Jeroni, al seu curs mitjà també era conegut amb el nom de Riera de Sant Joan, que ha donat nom a la Rambla de Sant Joan, el passeig construït sobre l'antic llit de la riera. Per altra banda, a la part baixa fou conegut amb els noms de Riera dels Frares (perquè un bocí de terra de la part baixa era propietat del Monestir de Sant Jeroni) i Riera d'en Jornet (pel nom d'un propietari de la zona); actualment, aquest segment l'ocupa el carrer de Sant Ignasi de Loiola.
A l'alçada de la plaça de l'Alcalde Xifre rep un afluent, el Torrent de la Batllòria. En aquest punt es troba el dipòsit de regulació
d'aigües pluvials de l'Estrella, en funcionament de 2013, que té la finalitat de recollir i emmagatzemar l'aigua de la canalització subterrània de la riera per evitar inundacions els dies de pluja intensa.